# 第8号弦乐四重奏 (肖斯塔科维奇)
C小调第8号弦乐四重奏，作品110，由苏联作曲家德米特里·德米特里耶维奇·肖斯塔科维奇于1960年创作。作品于1960年在列宁格勒首演，演奏者是贝多芬弦乐四重奏。

## 创作背景
1960年7月12日至14日，肖斯塔科维奇在不情愿地加入共产党后不久，在东德的小镇戈里施用三天时间创作了这首弦乐四重奏。当时他在为一部苏联和东德合制的电影《五天五夜》配乐，电影的主题是二战时的德累斯顿轰炸。乐谱题注为“献给法西斯主义和战争的受害者”，肖斯塔科维奇的儿子马克西姆认为这是面向所有极权主义的受害者，而其女儿加莉娜称此曲是父亲为自己所写，出版的题注是官方强行所加。肖斯塔科维奇的好友列别金斯基则称，肖斯塔科维奇将这个作品视为他的墓志铭，并且曾计划自杀。 
鲍罗丁弦乐四重奏记录了在肖斯塔科维奇的住处演奏此曲的经历，“鲍罗丁弦乐四重奏希望得到作曲家本人的评价，但是肖斯塔科维奇听到倾注了个人情感的作品被美丽地演绎出来，激动不已，掩面哭泣。演奏家们在曲毕后默默收起乐器，安静离开。”

## 音乐
第8号弦乐四重奏极其紧凑、专注，由五个相互关联的乐章构成，全曲时长约20分钟：
1. Largo（广板）
2. Allegro molto（极急速地）
3. Allegretto（小快板）
4. Largo（广板）
5. Largo（广板）

第一乐章由肖斯塔科维奇著名的DSCH动机开篇，缓慢而悲恸。此动机在其余乐章都有出现，也是第三乐章快板主题的基础。此曲有多处引用了肖斯塔科维奇的其他作品：第一乐章引用了第1号交响曲、第5号交响曲；第二乐章的犹太音乐主题在第2号钢琴三重奏中有出现；第三乐章引用了第1号大提琴协奏曲；第四、第五乐章都引用了歌剧《穆森斯克郡的马克白夫人》里的音乐片段。
鲁道夫·鲍里索维奇·巴尔沙伊曾将此曲编为弦乐团版本（C小调室内乐交响曲，作品110a），其他人改编的还有钢琴独奏、定音鼓小协奏曲等版本。
2015年欧格斯·兰斯莫斯执导的电影《龙虾》里大量使用了乐曲的第四乐章。 